# Marchantia radiata
Marchantia radiata là một loài Rêu trong họ Marchantiaceae. Loài này được Horik. mô tả khoa học đầu tiên năm 1930.